# Seznam švýcarských lodních společností
Seznam švýcarských lodních společností:
- Società Navigazione Lago Di Lugano (SNL) - Luganské jezero
- Navigazione Laghi Maggiore (NLM) - Lago Maggiore
- Compagnie générale de navigation sur le Lac Léman (CGN) - Ženevské jezero
- Société des Mouettes Genevoises Navigation (SMGN) - Ženevské jezero a Rhôna
- Navigation Lac de Joux (NLJ) - Lac de Joux
- Navigation Lac des Brenets (NLB) - Lac des Brenets a řeka Doubs
- Navigation des Lacs de Neuchâtel et Morat (LNM) - Neuchâtelské jezero a Murtensee
- Bielersee-Schifffahrts-Gesellschaft (BSG) - Bielersee a Aara (Biel/Bienne-Solothurn)
- BLS AG (BLS) - Thunské a Brienzské jezero
- Basler Personenschifffahrt (BPG) - Rýn (u Basileje)
- Ernst Mändli AG - Rýn (u Rheinfall)
- Züri-Rhy AG (SZR) - Rýn (u Eglisau)
- Schweizerische Bodensee-Schiffahrtsgesellschaft (SBS AG) - Bodamské jezero
- Schweizerische Schifffahrtsgesellschaft Untersee und Rhein (URh) - Untersee a Rýn
- Schifffahrtsbetrieb Rorschach - Bodamské jezero
- Schifffahrtsgesellschaft des Vierwaldstättersees (SGV) - Lucernské jezero
- Autofähre Beckenried–Gersau (ABG) - Lucernské jezero
- Schifffahrtsgesellschaft für den Zugersee AG (SGZ) - Curyšské jezero
- Ägerisee Schifffahrt - Ägerisee
- Schifffahrtgesellschaft Hallwilersee (SGH) - Hallwilersee
- Schifffahrtsbetrieb Hensa - Curyšské jezero
- Zürichsee-Fähre Horgen–Meilen AG (FHM) - Curyšské jezero (Horgen–Meilen)
- Zürichsee Schifffahrtsgesellschaft (ZSG) - Curyšské jezero
- Schifffahrts-Genossenschaft Greifensee (SGG) - Greifensee
- Schiffsbetrieb Walensee AG - Walensee
- Schifffahrtgesellschaft Silsersee - Silsersee